# Língua utopiana
A língua Utopiana é o idioma do país ficcional Utopia, conforme descrição de Thomas More em seu livro de mesmo nome,  Utopia. Uma breve amostra da língua e sua escrita se encontra num adendo do livro de More, tendo sido criada por seu amigo Pieter Gillis em 1516. Com a intenção de parecer fatual, o livro não informa o nome do criador da língua (a criação foi influenciada pelo grego, latim e hebraico); tanto More como Gillis foram ambos creditados, mas se atribui a criação ao segundo.

## Exemplo de texto
O único texto existente em Utopiano é um quarteto (forma poética) escrito por Peter Giles num adendo de Utopia:
Vtopos ha Boccas peu la chama polta chamaan.
Bargol he maglomi baccan ſoma gymno ſophaon.
Agrama gymnoſophon labarembacha bodamilomin.
Voluala barchin heman la lauoluola dramme pagloni..
A 2ª edição (1518) juntou es peu e la, bem como gymno e sophaon (essa por certo correta); também separa labarembacha em labarem e bacha. O texto nas carta da edição de 1516 apresenta cama, camaan,  pafloni em lugar de chama, chamaan,  pagloni. Essas discrepâncias foram corrigidas da edição de 15818, surgindo, porém novos erros, Ex. utoqos para utopos e spma para soma.
Tradução para Latim:
Utopus me dux ex non insula fecit insulam.
Una ego terrarum omnium absque philosophia
Civitatem philosophicam expressi mortalibus
Libenter impartio mea, non gravatim accipio meliora.
Tradução para Português (do Inglês):
O comandante Utopus me colocou numa ilha ao largo de uma não-ilha.
Eu só em relação a outras nações, sem filosofia, 
descrevi para os mortais a cidade filosófica. 
Livremente transmito meus benefícios; Freely I impart my benefits; não de má vontade aceito o que for melhor. Ralph Robinson, um tradutor do século XVI, assim entendeu essa passagem (em português, do inglês):
Meu rei e conquistador Utopus por nome
Um príncipe de grande renome e fama imortal
Fez-me uma ilha que antes nenhuma ilha era
Totalmente repleta das riquezas do mundo, com prazer, e consolo. Eu dentre todos os outros , sem filosofia
Fiz para o homem a forma de uma cidade filosófica.
Sendo minha, posso sem perigo descreve-la,
É assim melhor para receber e estou pronto com todo o meu coração
Com tais traduções pode-se deduzir algum vocabulário
| Utopiano       | Latim         | Inglês/Português                               |
| -------------- | ------------- | ---------------------------------------------- |
| agrama         | civitatem     | cidade (acusativo; cf. Sânscrito grāmam, vila) |
| baccan         | omnium        | de todas                                       |
| barchin        | impartio      | Eu descrevo                                    |
| bargol         | una           | um, o único                                    |
| boccas         | dux           | comandante                                     |
| bodamilomin    | mortalibus    | para os mortais                                |
| chama          | insulā        | ilha (ablativo)                                |
| chamaan        | insulam       | ilha (acusativo)                               |
| dramme         | accipio       | I receber                                      |
| gymnosophaon   | philosophiā   | filosofia (ablativo)                           |
| gymnosophon[6] | philosophicam | pilosófico (acusativo)                         |
| ha             | me            | mim, me                                        |
| he             | ego           | Eu                                             |
| heman          | mea           | (os que são) meus                              |
| la             | non           | não                                            |
| larembacha     | expressi      | eu representei (perfeito)                      |
| lauoluola      | gravatim      | de má vontade (la + voluala)                   |
| maglomi        | terrarum      | das terras                                     |
| pagloni        | meliora       | os(as) melhores                                |
| peu            | ex            | oriundo de                                     |
| polta          | fecit         | feito (perfeito)                               |
| soma           | absque        | sem                                            |
| voluala        | libenter      | livremente, voluntáriamente                    |
| Vtopos         | Utopus        | Utopus (mítico fundador de Utopia)             |

## Escrita

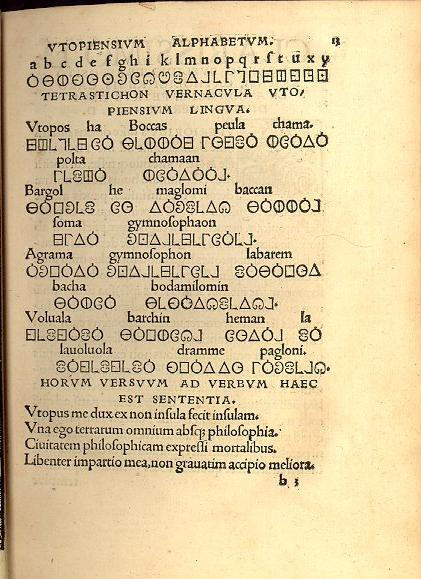
o Quarteto Utopiano e sua tradução em Latim – edição 1518 da Utopia

O Utópiano tem o seu próprio alfabeto de 22 letras baseadas nas formas do círculo, quadrado e triângulo. Corresponde quase exatamente a alfabeto latino do século XVI (esse não tinha as letras j, u, w), faltando ainda o z. As letras f, k, q, x  existem no alfabeto, mas não são usadas  em textos da língua Utopiana.

## Gramática
Embora algumas palavras utopianas mostrem formas diferentes correspondentes a casos diferentes na tradução latina, não há nenhuma evidência de uma relação consistente entre forma e significado, como pode ser visto a partir da seguinte comparação das formas de casos nominais, pronominais  e adjetivos
|            | Singular                                                               | Plural                           |
| ---------- | ---------------------------------------------------------------------- | -------------------------------- |
| Nominativo | Vtopos, Boccas, bargol, he Ūtopus, dux, ūna, ego                       |                                  |
| Acusativeo | hā, chamāan, āgrama, gymnosophon mē, insulam, civitātem, philosophicam | heman, paglōni mea, meliōra      |
| Ablativo   | chama, gymnosophāon insulā, philosophiā                                |                                  |
| Dativo     |                                                                        | bōdamilōmin mortālibus           |
| Genitivo   |                                                                        | māglōmi, baccan terrārum, omnium |

Existem apenas quatro verbos no poema utopiano e estes também não mostram evidências de uma correspondência entre forma e função :
|             | 1ª pessoa                         | 3ª pessoa   |
| ----------- | --------------------------------- | ----------- |
| Presente    | barchin, dramme impartiō, accipiō |             |
| P. Perfeito | labarembacha expressī             | polta fēcit |

Conforme o uso tipográfico de século XVI, as letras V e marcavam distinção em posição, não em som. V é usada no ínício de palavras, e U nos demais casos, mas ambas letras podem representar sons tanto de V como de U. Análises da métrica dois versos mostram, porém, que se esperava que o leitor lesse Vtopos comos Utopos, voluala como volvala e lauoluola como lavolvola.
O texto de More também apresenta termos Utopianos "nativos" usados em conceitos próprios dos Utopianos